# Запорни нерв
Запорни нерв (лат. n. obturatorius) који анатомски припада бутини, настаје из  другог, трећег и четвртог лумбалног нерва у лумбалном плексусу. Он својим  моторним гранама инервише унутрашње мишиће бута, а сензорним гранама кожу унутрашње стране бутине.

## Анатомија
Запорни нерв потиче из предњих грана Л2 , Л3 и Л4 кичмених нервних корена које су у саставу лумбалног плексуса.  Спушта се кроз влакна великиг слабинског мишића (лат. m. psoas major) и излази из унутрашње границе близу обода карлице. Затим пролази иза заједничких илијакалних артерија, и на бочној страни унутрашње илијачне артерије и вене, и иде дуж бочног зида мале карлице, изнад и испред запорних крвних судова, до горњег дела запорног отвора. .
Овде улази у бутину, кроз запорни канал, и дели се на предњу и задњу грану, које су најпре одвојене неким влакнима спољашњег запорног мишића (лат. m. obturatorius externus) , а нешто ниже и влакнима кратког мишића примицача  (лат. m. adductor brevis). 
Додатно запорни нерв може бити присутан у приближно 8% до 29% опште популације. 

### Огранци
- Предња грана запорног нерва
- Задња грана запорног нерва
- Кожна грана запорног нерва

## Функција
Запорни нерв је одговоран за:
Сензорну инервацију: коже унутрашњих делова бутине.
Моторну инервацију мишића: примицача доњег екстремитета (спољашњи запорни мишић (лат. m. obturatorius externus), дугачки мишић примицач (лат. m. adductor longus), велики мишић примицач (лат. m. adductor magnus) кратки мишић примицач (лат. m. adductor brevis),  витки мишић (лат. m. gracilis) и пектинеуса (неконстантан). 
Упркос сличности у имену са унутрашњим запорним мишићем  (лат. m. obturatorius internus) запорни нерв није одговоран за његову инервацију.

## Клинички значај
Блокада запорног нерва може се користити током операције колена и уретре у комбинацији са другим анестетицима.

## Галерија
- Сакрални плексус десне стране.
- Десна кост кука. Унутрашња површина.
- Леватор ани изнутра.
- The Obturator externus.
- The arteries of the pelvis.
- Variations in origin and course of obturator artery.
- The relations of the femoral and abdominal inguinal rings, seen from within the abdomen. Right side.
- Plan of lumbar plexus.
- Лумбални плексус и његове гране.
- Deep and superficial dissection of the lumbar plexus.
- Dissection of side wall of pelvis showing sacral and pudendal plexuses.
- Запорни нерв
- Запорни нерв
- Lumbar and sacral plexus. Deep dissection.Anterior view.
- Lumbar and sacral plexus. Deep dissection.Anterior view.
- Lumbar and sacral plexus. Deep dissection.Anterior view.
- Lumbar and sacral plexus. Deep dissection.Anterior view.
- Lumbar and sacral plexus. Deep dissection.Anterior view.
- Lumbar and sacral plexus. Deep dissection.Anterior view.
- Lumbar and sacral plexus. Deep dissection.Anterior view
- Lumbar and sacral plexus. Deep dissection.Anterior view